# Piotr Cho Hwa-sŏ
Piotr Cho Hwa-sŏ (ko. 조화서 베드로) (ur. 1815 w Suwon, Korea, zm. 13 grudnia 1866 w Jeonju) – święty Kościoła katolickiego, męczennik.
Jego ojcem był Andrzej Cho – katolicki męczennik z 1839 roku. Piotr Cho Hwa-sŏ przeprowadził się do Sinchang w prowincji Chungcheong, gdzie pracował jako pomocnik ojca Tomasza Choe Yang-eop. Ożenił się z Magdaleną Han. Ich synem był Józef Cho Yun-ho. Po śmierci żony poślubił Zuzannę Kim. Gdy miał około 40 lat w Korei ponownie rozpoczęły się prześladowania katolików. Został aresztowany 5 grudnia 1866 roku. Przyznał się, że jest katolikiem, a katechizmu nauczył go jego ojciec. Ponadto stwierdził, że oprócz swojego syna nie zna innych katolików.
W tym czasie Józefa Cho Yun-ho nie było w domu. Po jego powrocie Piotr Cho próbował namówić syna do ucieczki. Nie zgodził się jednak na to i sam oddał się w ręce prześladowców. Ojciec i syn zostali zabrani do Jeonju i uwięzieni razem z innymi chrześcijanami. Po drodze ojciec i syn wzajemnie umacniali się we wierze.
W więzieniu Piotr Cho Hwa-sŏ dodawał odwagi uwięzionym razem z nim. Był wielokrotnie torturowany w celu wymuszenia ujawnienia innych katolików, pozostał jednak nieugięty. Został ścięty w Jeonju 13 grudnia 1866 roku. Po 10 dniach stracono również jego syna.
Dniem jego wspomnienia jest 20 września (w grupie 103 męczenników koreańskich).
Beatyfikowany przez Pawła VI 6 października 1968 roku, kanonizowany 6 maja 1984 roku przez Jana Pawła II w grupie 103 męczenników koreańskich.